# Icterus fuertesi
Az Icterus fuertesi a madarak osztályának verébalakúak (Passeriformes) rendjébe, azon belül a csirögefélék (Icteridae) családjába tartozó faj.

## Rendszerezése
A fajt Frank Michler Chapman amerikai ornitológus írta le 1911-ben. Egyes szervezetek szerint a kerti trupiál (Icterus spurius) alfaja Icterus spurius fuertesi néven.

## Előfordulása
Mexikó területén honos. Természetes élőhelyei a szubtrópusi és trópusi síkvidéki esőerdők és lombhullató erdők, szavannák, valamint ültetvények, vidéki kertek és városias környezet. Vonuló faj.

## Megjelenése
Testhossza 16 centiméter, az átlagos testtömege a hímnek 20,3 gramm, a tojóé 21 gramm.

## Életmódja
Ízeltlábúakkal, gyümölcsökkel és nektárral táplálkozik.

## Természetvédelmi helyzete
Az elterjedési területe nagy, egyedszáma pedig stabil. A Természetvédelmi Világszövetség Vörös listáján nem fenyegetett fajként szerepel.